# Enucleación
En el ámbito de la medicina, se denomina enucleación a la extirpación completa de un órgano. Por ejemplo entre las prácticas aceptadas se encuentran: la enucleación ocular, la enucleación prostática, la enucleación de fibroides uterinos y la enucleación de quistes odontogénicos.
La enucleación ocular, que es la extirpación quirúrgica del globo ocular después de seccionar el nervio óptico y los músculos extrínsecos del globo ocular, se suele utilizar en situaciones con cáncer de ojo o ante lesiones graves como consecuencia de accidentes que dejan al ojo inservible. La extirpación ocular origina una anoftalmía adquirida de uno o de los dos ojos.